# Ruisseau de Saudronne
Pour les articles homonymes, voir Saudronne (homonymie).
Le ruisseau de Saudronne est un cours d'eau du sud de la France. C'est un affluent direct du Tarn en rive gauche, donc un sous-affluent de la Garonne.

## Géographie
De 11 km de longueur, le ruisseau de Saudronne prend sa source commune de Cadalen sous le nom de ruisseau de Gineste puis prend le nom de ruisseau de Merdialou et se jette dans le Tarn en rive gauche commune de Brens sous le nom de ruisseau de Saudronne.
Le ruisseau de Saudronne s'écoule - en gros - du sud vers le nord et passe sous l'autoroute A68, Son confluent en rive gauche du Tarn est pratiquement situé en face du confluent avec le ruisseau de la Saudronne, ruisseau homonyme, et à l'ouest du confluent Tarn-Saudronne.

### Département et communes traversés
À l'intérieur du seul département du Tarn, le ruisseau de Saudronne n'arrose que trois communes : Cadalen (source), Técou et Brens (confluence avec le Tarn).

## Principaux affluents
- Le Candou : 11,2 km